# Marktplatz (Stuttgart)
Marktplatz – plac w dzielnicy Mitte w Stuttgarcie, położony bezpośrednio przed ratuszem. Jego początki sięgają 1304 r. Do czasu zniszczeń w czasie II wojny światowej uznawany był za centrum historycznego starego miasta Stuttgartu, jednak prawie żaden z zabytkowych budynków przy rynku nie został później odbudowany (poza kamienicą nr 14), co było krytykowane już w latach 50. XX wieku.

## Opis

### Lokalizacja i otoczenie
Rynek znajduje się bezpośrednio przed ratuszem w Stuttgarcie, bezpośrednio przy rynku znajduje się oddział domu towarowego Breuninger. Obok Schloßplatz i Schillerplatz rynek jest jednym z głównych placów centrum Stuttgartu.
Rynek jest połączony z Pierre-Pflimlin-Platz i Eberhardstraße poprzez Hirschstraße. Schulstraße łączy rynek z Königstraße, a Kirchstraße prowadzi do Stiftskirche, Schillerplatz, Starego Zamku i dalej do Schloßplatz, natomiast Bärenstraße wiedzie do równoległych Sporerstraße i Sporerplatz. Münzstraße prowadzi do Karlsplatz i Stauffenbergplatz, a także do Nowego Zamku. Marktstraße prowadzi do Hauptstätter Straße, Karlspassage i przystanku stadtbahnu Rathaus, podobnie jak Rathauspassage, który prowadzi również do Eberhardstraße i Töpferplatz. Przejście w fasadzie frontowej ratusza wiedzie do Eichstraße i dalej do Nadlerstraße i Steinstraße.

### Połączenia komunikacyjne
Rynek jest połączony z siecią komunikacji miejskiej VVS poprzez przystanek Rathaus. Jest on obsługiwany przez różne linie Stadtbahn i autobusów miejskich.

## Historia

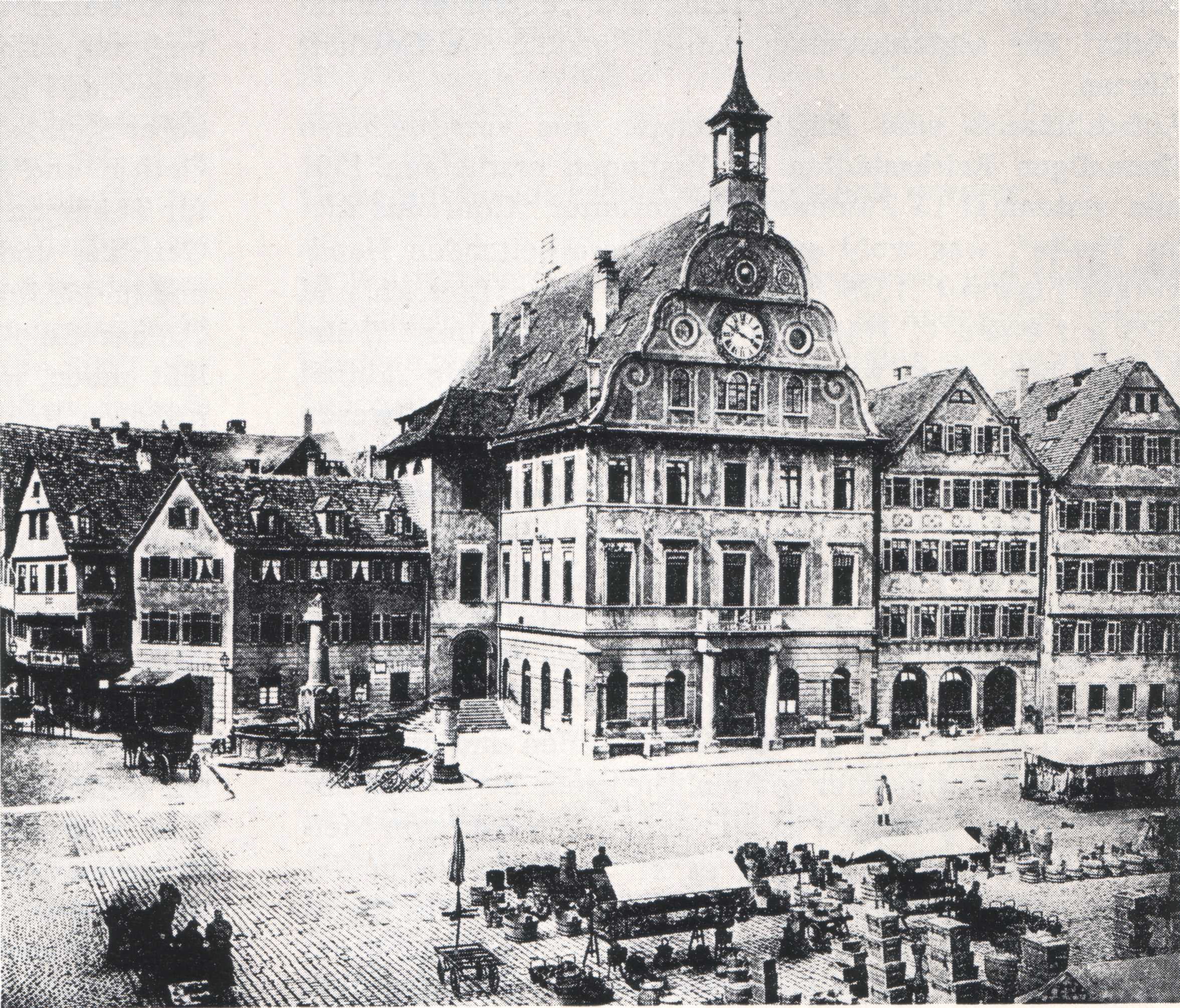
Ratusz Staromiejski z 1459 r.

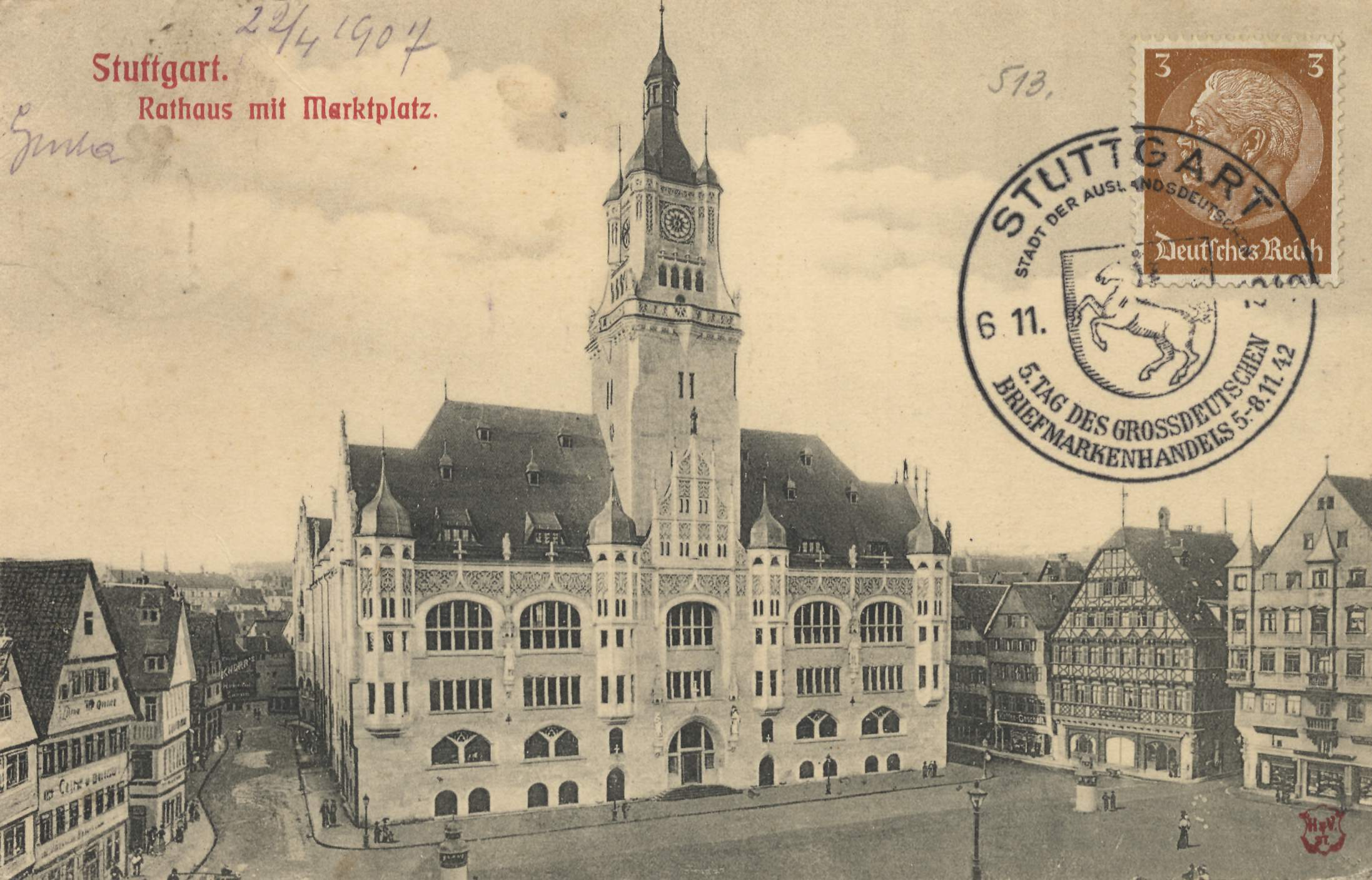
Nowy Ratusz z 1905 r.

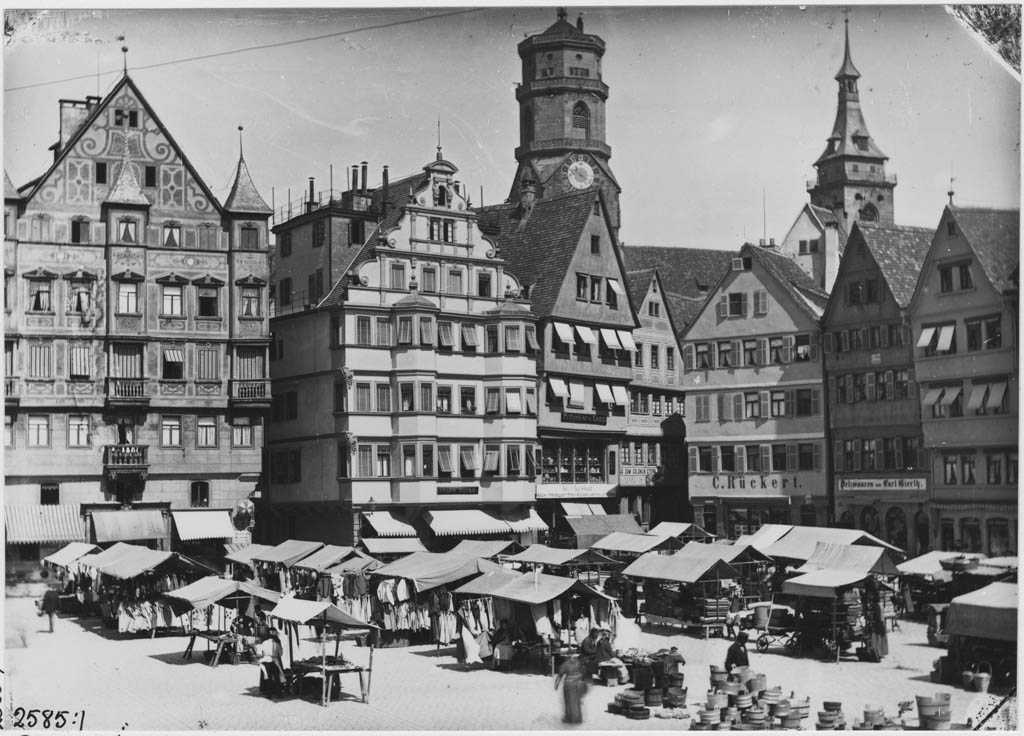
Rynek z zabytkowymi kamienicami (1881)

### Początki
Początki rynku sięgają 1304 r., kiedy na rynku powstało główne targowisko w Stuttgarcie. Sam rynek wzmiankowany jest w dokumentach już w 1290 r. jako centrum miasta. Targ zawsze odbywał się we wtorki i soboty, a od 1775 roku jako dzień targowy dodano czwartek.
Rynek zawsze był miejscem, przy którym znajdowały się różne ratusze Stuttgartu. Książę Ulryk wydał pozwolenie na wzniesienie pierwszego ratusza ponad 500 lat temu, 30 listopada 1456 roku. Ratusz został zbudowany przy Marktplatz 5, w miejscu dzisiejszej księgarni Osiander, i stał do 1899 roku. W 1905 roku na miejscu dzisiejszego ratusza wzniesiono Nowy Ratusz w stylu gotyku flamandzkiego.

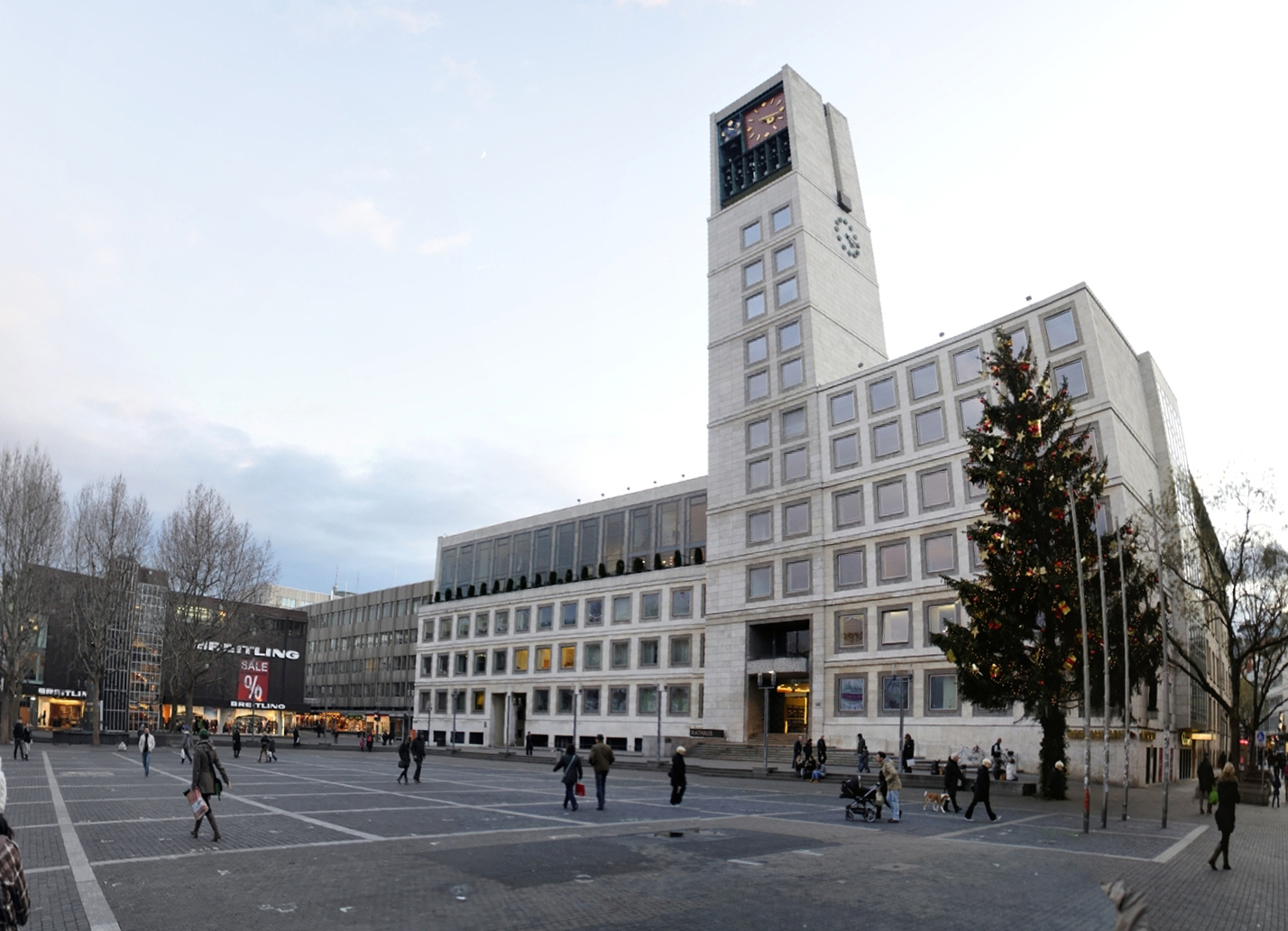
Dzisiejszy ratusz z 1956 r. (2012)

### Po II wojnie światowej
Zgodnie z decyzją nadburmistrza Arnulfa Kletta, krytykowaną już w latach 50. XX wieku, po zniszczeniach II wojny światowej prawie żaden z zabytkowych budynków w rynku nie został odbudowany. Z ruin podniesiono jedynie kamienicę nr 14 z 1909 r.. Powojenni architekci przy odbudowie placu nawiązali w projektach nowych budynków do ogólnych obrysów wyburzonych kamienic. Poziome elementy fasad i kolorystyka miały nawiązać do wcześniejszej zabudowy, a średniowieczne szerokości parcel miały zostać wyeksponowane poprzez zróżnicowanie detali i kolorów fasad.
Rozebrano też Nowy Ratusz (z wyjątkiem skrzydeł bocznych), który uległ zniszczeniu w czasie bombardowań alianckich. W latach 1953–1956 na jego miejscu powstał nowy budynek autorstwa stuttgarckich architektów Hansa Paula Schmohla i Paula Stohrera.
W 1974 r. przebudowano rynek, pełniący dotychczas funkcję parkingu. W tym czasie na rynek powróciła fontanna z Wilhelmsplatz. W tym czasie na rynku położono ciemnoszarą nawierzchnię, która miała służyć głównie do ustawiania straganów targowych.
Budynek dawnej firmy produkującej odzież męską Breitling – wg stanu z maja 2024 r. – przechodzi przebudowę na centrum informacji turystycznej.

### Przebudowa od 2020 r.

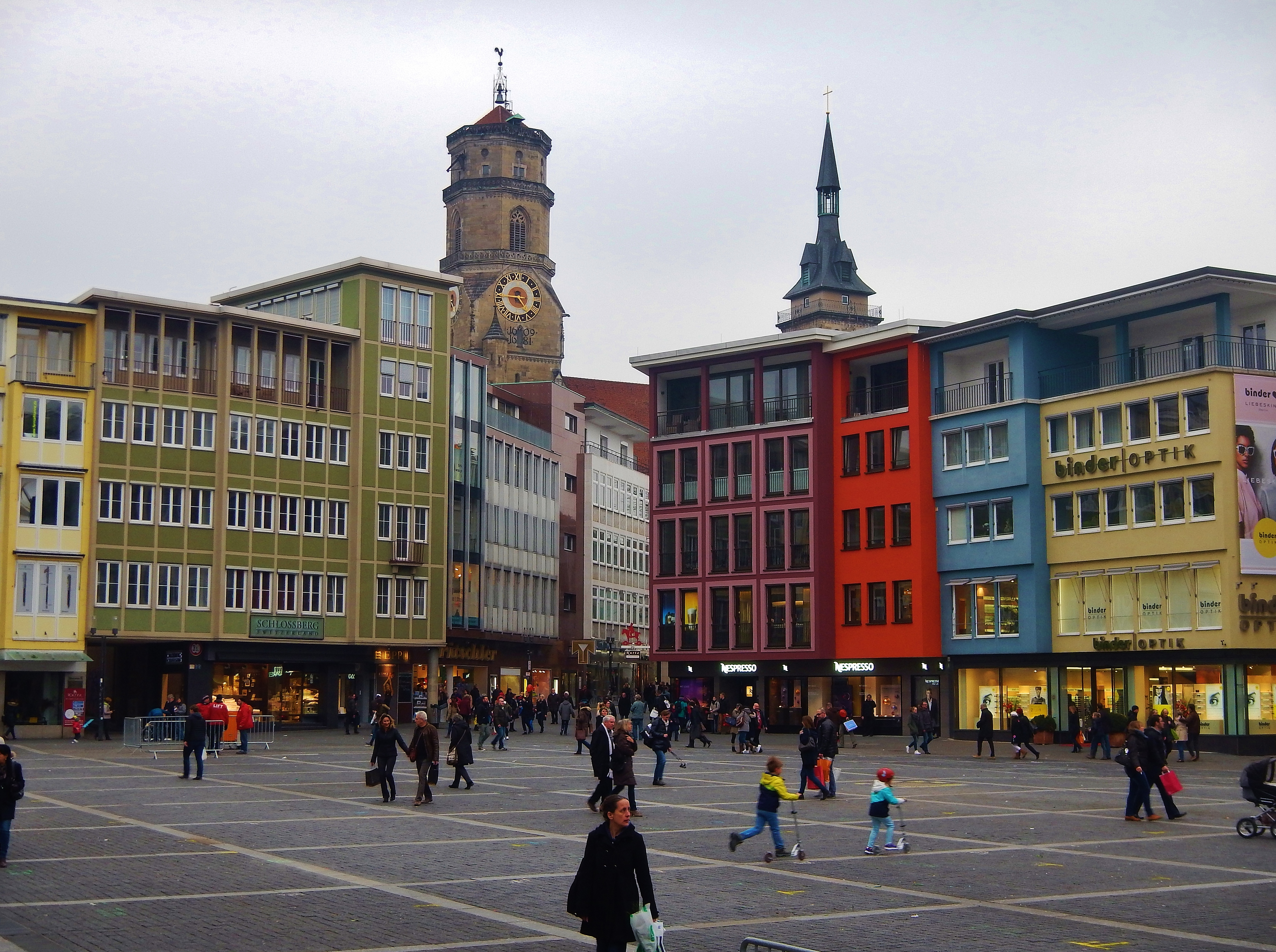
Rynek ze starą nawierzchnią przed przebudową (2015)

Od września 2020 r. plac, którego niezadowalający wygląd był często przedmiotem dyskusji, przechodzi gruntowną przebudowę.
Najbardziej widocznymi zmianami są jaśniejsze płyty chodnikowe (beżowo-żółtawy granit), poidło oraz duża fontanna z 36 podświetlanymi dyszami.
Pierwotny plan zakładał posadzenie nowych drzew wzdłuż schodów prowadzących do ratusza, ale zostało to zarzucone. Na początku czerwca 2022 r., po toczącej się debacie, na polu fontann ustawiono pięć nowych donic z parocjami perskimi. Bezpośrednie posadzenie drzew na terenie placu nie jest możliwe lub możliwe jedynie przy wysokich kosztach, z jednej strony ze względu na powierzchnię wymaganą do organizacji jarmarków i innych wydarzeń, a z drugiej strony ze względu na system bunkrów zlokalizowanych pod placem.
Centralną część placu oddano do użytku po remoncie w listopadzie 2021 r., pole fontann w kwietniu 2022 r. Zakończenie wszystkich prac wraz z odsłonięciem zabytkowej fontanny zaplanowano na lato 2024 r. Modernizacja placu ma kosztować około 12,58 mln euro.
W ramach renowacji rynku przebudowano także Münzstraße i Marktstraße.

## Wykorzystanie

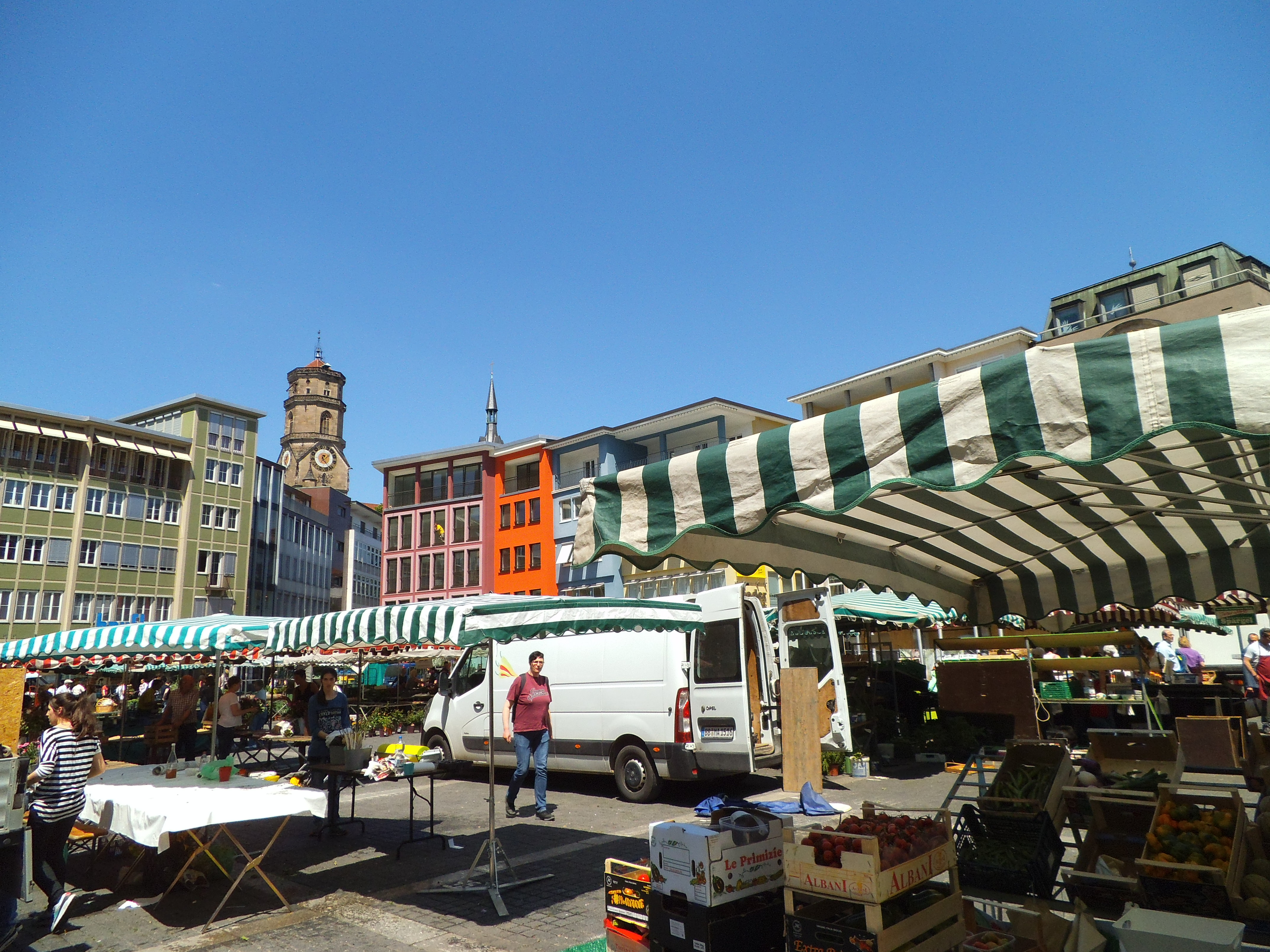
Rynek podczas cotygodniowego targu

W każdy wtorek, czwartek i sobotę rano na placu działa targowisko.

### Wydarzenia
Co roku na rynku odbywa się kilka wydarzeń. Część z nich sięga aż do Schillerplatz i obejmuje Kirchstraße, która łączy oba place.
Dotyczy to na przykład święta Stuttgarter Weindorf, poświęconego winom z Wirtembergii i regionalnym specjałom. Jarmark bożonarodzeniowy w Stuttgarcie odbywa się przez cały Adwent i jest uważany za jeden z największych w Europie.
W każdy ostatni weekend lipca na Marktplatz i Schillerplatz obchodzone jest Hockete z okazji Christopher Street Day w Stuttgarcie z muzyką na żywo i dyskoteką na świeżym powietrzu.
W środku lata na rynku odbywa się także Festiwal Kultur.

## Zagospodarowanie

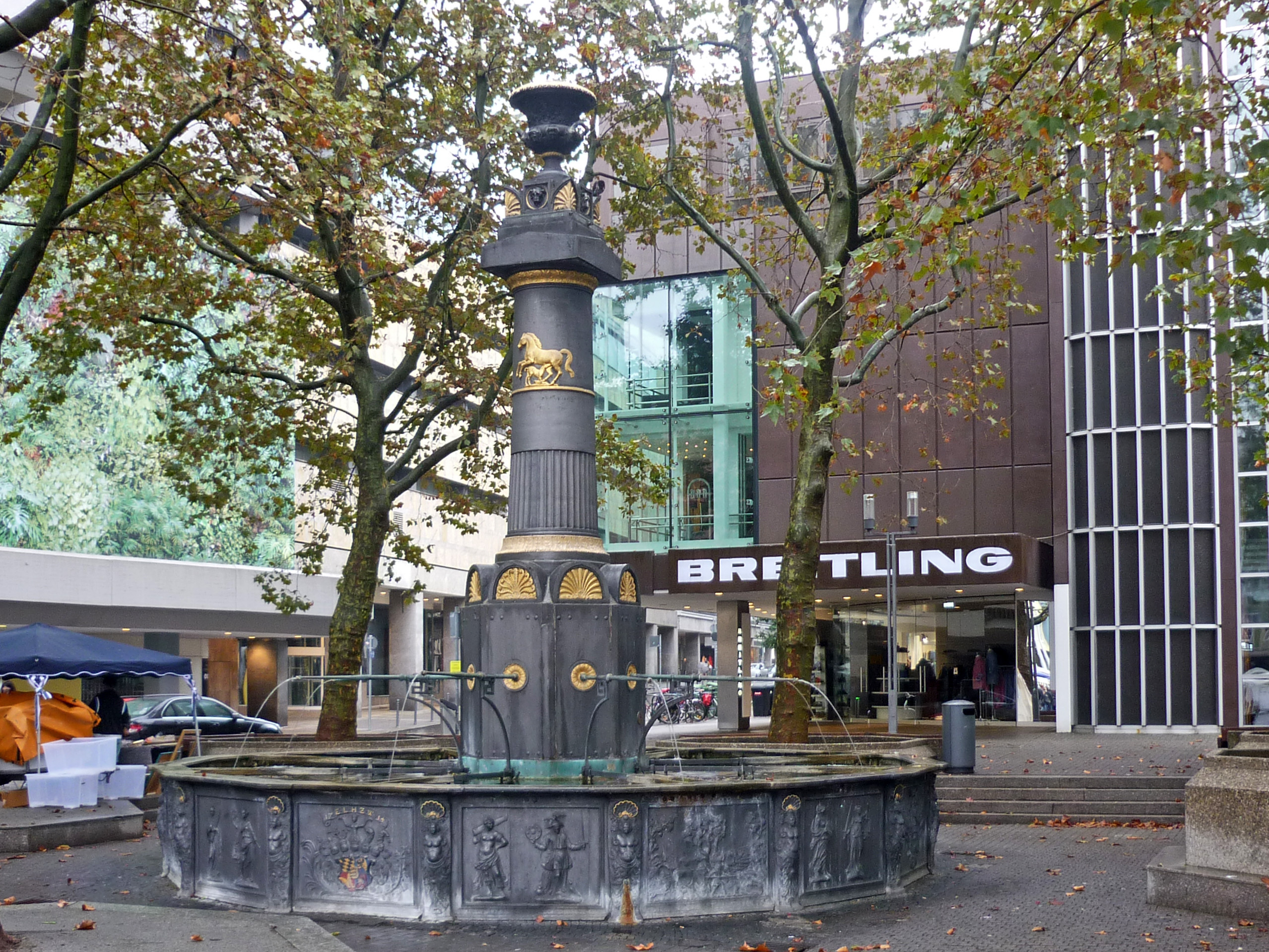
Fontanna rynkowa przed renowacją (2016)

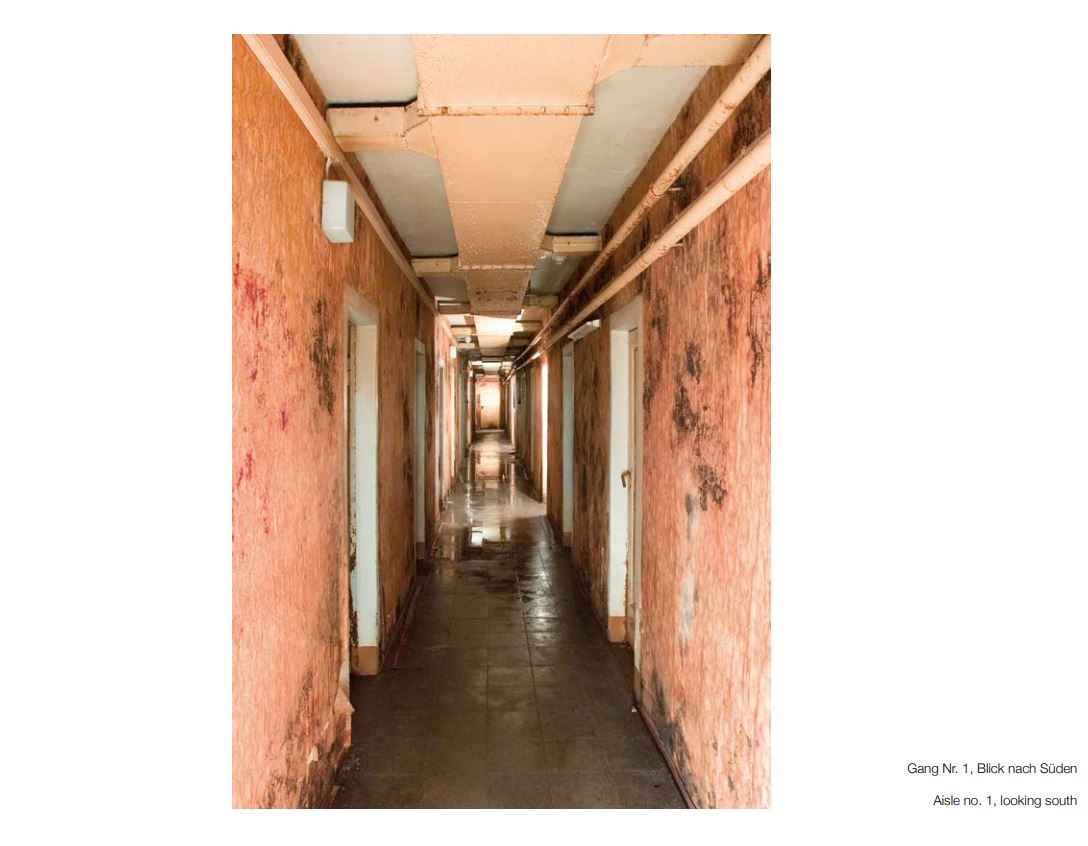
Bunkier od środka (2021)

Od czasu przebudowy rynek pokryty jest beżowo-żółtawą granitową posadzką, z większymi płytami na wewnętrznej powierzchni niż na obrzeżach. Od tego czasu w północnej części placu znajduje się 25-metrowe pole fontann, na którym znajduje się 36 podświetlanych dysz i sześć ławek przed nimi. Do ratusza prowadzą długie schody wykonane z ciemnoszarego kamienia naturalnego (diorytu), które fragmentami przerywane są krawędzią siedziska. Wzdłuż tych schodów rozmieszczone są latarnie. W południowej części znajduje się skwer z platanami, pośrodku którego znajduje się fontanna.

### Fontanna
Fontanna rynkowa (Marktbrunnen) w obecnym kształcie została zbudowana w 1714 roku dla księcia Eberharda Ludwiga, którego inicjały ją zdobią. Pierwotnie została zaprojektowana dla Schillerplatz, gdzie stała do 1804 roku. W międzyczasie przeniesiono ją na Wilhelmsplatz, ale w 1975 roku, po przebudowie, powróciła na rynek. Od 2020 r. fontanna przechodzi renowację.

### Bunkier
W 1940 r. pod rynkiem zbudowano bunkier na 5400 miejsc. Podczas budowy odsłonięto fundamenty średniowiecznych budynków, które powstały w XV wieku. Zostały one rozebrane podczas rozbudowy placu w XIX wieku.
Ciekawostką jest hotel bunkrowy, który istniał pod rynkiem w Stuttgarcie od 1945 do 1985 r. Ten hotel miał zwykłe wyposażenie, ale zamiast okien były tylko szyby wentylacyjne. Dawny kompleks bunkrów zamieniono na tani hotel na 100 miejsc noclegowych (początkowo z łóżkami polowymi). Pokoje istnieją do dziś, ale są zniszczone i zapleśniałe. Hotel bunkrowy można zwiedzać raz w roku w ramach Nocy Muzeów. Do 1997 r. z bunkra na rynek wychodziło się poprzez przeszklone wyjścia, obecnie wyjścia są zlicowane z płytą placu.
W 1995 r. ogłoszono konkurs architektoniczny na udostępnienie bunkra i przebudowę rynku. Zwycięski projekt pracowni Neugebauer i Roesch Architekten – wielofunkcyjny szklany pryzmat jako pawilon wejściowy do podziemnych sklepów – nie został zrealizowany.